# Utrecht Dominators 2017
Questa voce raccoglie le informazioni riguardanti gli Utrecht Dominators nelle competizioni ufficiali della stagione 2017.

## Eerste Ddivisie 2017

### Stagione regolare
| 26 febbraio 2017, ore 14:00 2ª giornata | Tilburg Wolves | 8 – 34 | Utrecht Dominators |  |

| 12 marzo 2017, ore 14:00 3ª giornata | Utrecht Dominators | 6 – 24 | Amsterdam Crusaders II |  |

| 19 marzo 2017, ore 14:00 4ª giornata | Enschede Broncos | 12 – 6 | Utrecht Dominators |  |

| 9 aprile 2017, ore 15:00 7ª giornata | Flevo Phantoms | 18 – 13 | Utrecht Dominators |  |

| 16 aprile 2017, ore 14:00 8ª giornata | Utrecht Dominators | 24 – 14 | Alphen Eagles |  |

| 7 maggio 2017, ore 14:00 10ª giornata | Alphen Eagles | 31 – 6 | Utrecht Dominators |  |

| 14 maggio 2017, ore 14:00 11ª giornata | Utrecht Dominators | 20 – 0 | Tilburg Wolves |  |

| 28 maggio 2017, ore 14:00 13ª giornata | Utrecht Dominators | 8 – 32 | Flevo Phantoms |  |

## Statistiche di squadra
| Competizione      | %Vittorie | In casa | In casa | In casa | In casa | In casa | In casa | In trasferta | In trasferta | In trasferta | In trasferta | In trasferta | In trasferta | Totale | Totale | Totale | Totale | Totale | Totale |
| Competizione      | %Vittorie | G       | V       | N       | P       | Pf      | Ps      | G            | V            | N            | P            | Pf           | Ps           | G      | V      | N      | P      | Pf     | Ps     |
| ----------------- | --------- | ------- | ------- | ------- | ------- | ------- | ------- | ------------ | ------------ | ------------ | ------------ | ------------ | ------------ | ------ | ------ | ------ | ------ | ------ | ------ |
| Stagione regolare | .375      | 4       | 2       | 0       | 2       | 58      | 70      | 4            | 1            | 0            | 3            | 59           | 69           | 8      | 3      | 0      | 5      | 117    | 139    |
| Totale            | .375      | 4       | 2       | 0       | 2       | 58      | 70      | 4            | 1            | 0            | 3            | 59           | 69           | 8      | 3      | 0      | 5      | 117    | 139    |